# The Third Yakuza
The Third Yakuza (en japonés: 第三の極道, Daisan no gokudō?) también conocida como The Third Gangster, es una película japonesa de acción dirigida por Takashi Miike y basada en un manga de Kazuhiko Murakamiy.
Estrenada el 17 de enero de 1995 es la primera película que Takashi Miike estreno en cines y la primera película también en la que se dice que incluyó elementos biográficos.

## Argumento
Un grupo yakuza a la antigua usanza, que controla Osaka, el área de Tsutenkaku y Shinsekai, es importunado por otro grupo yakuza de mayor envergadura con una propuesta de desarrollo y construcción. El grupo yakuza más pequeño rechaza rotundamente la oferta, pero desde ese día, una guerra está a punto de comenzar. Masaki uno de los miembros del clan yakuza más pequeño, al ver la situación tan desigual que existe entre ellos si comenzara una guerra, decide pedirle a su jefe que disuelva temporalmente el grupo. Después de que el grupo se disuelva, Masaki comienza a actuar en secreto.

## Reparto
| Actor             | Papel                                                |
| ----------------- | ---------------------------------------------------- |
| Ryûji Shinagawa   | Líder del grupo Daimon-gumi                          |
| Kiyoshi Nakajo    | Reijiro Masaki. Daimon-gumi                          |
| Yoshitaka Tamba   | Yoshimasa Miyagi. Daimon-gumi                        |
| Tetsuya Yûki      | Genzo Takeda. Todo-gumi                              |
| Takuzô Kawatani   | Retsu Hattori. Todo-gumi                             |
| Harumi Sone       | Kentaro Soma. Todo-gumi Bukyokai                     |
| Yoshiyuki Ômori   | Atsushi Hirata (taller de reparación de automóviles) |
| Asanagi Rin       | Ayako Tsuda                                          |
| Masahiko Sakata   | Sone (detective) (ex periodista)                     |
| Masataka Iwao     | Nagase (imprenta)                                    |
| Shigeru Inoue     | Kida                                                 |
| Chiyo Okada       | Propietaria del restaurante                          |
| Yutaka Yamakawa   | Cliente del bar                                      |
| Kazuhiko Murakami | Casamentero                                          |

## Otros créditos
- Producido por: Office Nakajo.
- Planificación: Hirohiko Sueyoshi y Tetsuya Yûki.
- Supervisión de producción: Kazuhiko Murakami.
- Productores: Toshiki Kimura, Tamio Kanda y Shigeji Maeda.
- Diseñador de producción (arte): Eizo Yokota.
- Sonido: Shin Konishi.
- Iluminación: Takeshi Inoue.
- Asistente de dirección: Yoshiyuki Shiota.
- Producida por: Excellent Film.

## Lanzamiento y secuelas
The Third Yakuza se estrenó en los cines de Japón el 17 de enero de 1995. Se lanzó en VHS el 25 de marzo de 1995, editado por NLP y distribuido por Hero y Bandai Visual.Nunca llegó a comercializarse en DVD.

Tras la producción de The Third Yakuza, le siguieron dos secuelas más dirigidas por Takashi Miike: New Third Yakuza: Outbreak Kansai Yakuza Wars y New Third Yakuza II, las dos estrenadas directamente en vídeo en 1996.
A raíz de la película The Third Yakuza, se realizaron hasta 12 secuelas con el nombre de New Third Yakuza entre los años 1996 y 2000.Solo la tercera y la séptima se estrenaron en cines.
- 1. New Third Yakuza (新・第三の極道, Shin daisan no gokudô?) también conocida como New Third Yakuza: Outbreak Kansai Yakuza Wars (新・第三の極道 勃発 関西極道ウォーズ！！, Shin daisan no gokudô - boppatsu Kansai gokudô sensô?) (1996) Dirigida por Takashi Miike.
- 2. New Third Yakuza II (新・第三の極道II, Shin daisan no gokudō II?) (1996) Dirigida por Takashi Miike.
- 3. New Third Yakuza III (新・第三の極道III, Shin daisan no gokudō III?) (1996) Dirigida por Masaru Tsushima.
- 4. New Third Yakuza IV: The Secret Gang (新・第三の極道Ⅳ 裏盃の軍団, Shin daisan no gokudō Ⅳ ura sakazuki no gundan?) (1996) Dirigida por Masaru Tsushima.
- 5. New Third Yakuza V: Counterattack of the Secret Cup (新・第三の極道Ⅴ 裏盃の逆襲, Shin daisan no gokudō Ⅴ ura sakazuki no gyakushū?) (1997) Dirigida por Masaru Tsushima.
- 6. New Third Yakuza VI: The Mafia's Terror (新・第三の極道Ⅵ マフィアの戦慄, Shin daisan no gokudō Ⅵ Mafia no senritsu?) (1997) Dirigida por Masaru Tsushima.
- 7. New Third Yakuza VII Movie Edition (新・第三の極道Ⅶ 劇場版, Shin daisan no gokudō Ⅶ gekijō-ban?) (1998) Dirigida por Shigeru Ishihara.
- 8. New Third Yakuza: Corrupt Bureaucrats vs. the Secret Gang (新・第三の極道 ～腐敗官僚VS裏盃の軍団～, Shin daisan no gokudō ~fuhai kanryō VS ura sakazuki no gundan~?)  (1998) Dirigida por Masaru Tsushima.
- 9. New Third Yakuza: Secret Ceremonies and the Law of Bloodshed (新・第三の極道 ～裏盃・流血の掟～, Shin daisan no gokudō ~ura sakazuki ryūketsu no okite~?) (1999) Dirigida por Masaru Tsushima.
- 10. New Third Yakuza: Funeral Bullet (新・第三の極道 ～弔いの銃弾～, Shin daisan no gokudō ~tomurai no jūdan~?) (1999) Dirigida por Shigeru Ishihara.
- 11. New Third Yakuza: Bloodstained Honor (新・第三の極道 ～血塗られた仁義～, Shin daisan no gokudō ~chinura reta jingi~?) (2000) Dirigida por Shigeru Ishihara.
- 12. New Third Yakuza: Secret Ceremony Forever... (新・第三の極道 ～裏盃よ永遠に…～, Shin daisan no gokudō ~ura sakazuki yo eien ni…~?) (2000) Dirigida por Masaru Tsushima.[6]